# Soso Lip'art'eliani
Soso Lip'art'eliani (in georgiano სოსო ლიპარტელიანი?; Khopuri, 3 febbraio 1971) è un ex judoka georgiano, vincitore di una medaglia di bronzo ai Giochi olimpici di Atlanta 1996.

## Palmarès
| Anno | Manifestazione  | Sede    | Evento | Risultato | Note |
| ---- | --------------- | ------- | ------ | --------- | ---- |
| 1993 | Europei         | Atene   | 78kg   | Argento   |      |
| 1996 | Giochi olimpici | Atlanta | 78kg   | Bronzo    |      |